# Sotiris Leontiou
Sotiris Leontiou (griechisch Σωτήρης Λεοντίου, * 17. Juli 1984 in Ioannina, Griechenland) ist ein griechischer Fußballspieler.
Nachdem Sotiris Leontiou durch seine Leistungen in einem Sommercamp Spielerbeobachtern von Panathinaikos Athen aufgefallen war, bot man diesem einen Vertrag für die Jugendakademie des Vereins an. Nachdem Leontiou diesen unterschrieb, wechselte er von Ioannina nach Athen und trainierte bis zum Januar 2003 bei Panathinaikos’ Nachwuchsmannschaft. Um Leontiou Spielpraxis zu ermöglichen und ihn an die 1. Mannschaft heranzuführen, lieh man den mittlerweile zum U-21-Nationalspieler aufgestiegenen Leontiou zuerst bis Sommer 2004 an den attischen Verein Marko und für die Saison 2004/05 an den Zweitligisten Proodeftiki Nikea aus Piräus aus. Bei beiden Vereinen gehörte Leontiou zu den Stammkräften und kam auf insgesamt 65 Pflichtspieleinsätze, in denen er 13 Tore erzielen konnte. 2005 wechselte er schließlich zurück zu Panathinaikos Athen.
Leontiou gehörte zur jungen Generation von Spielern, die nach dem Gewinn Fußball-Europameisterschaft 2004 von Otto Rehhagel in den Kader der Griechischen Fußballnationalmannschaft berufen wurden.
Sotiris Leontiou spielt im Mittelfeld und kann dort auf nahezu allen Positionen agieren.

## Karriere
| Zeitraum  | Verein                       |
| --------- | ---------------------------- |
| bis 2003  | Panathinaikos Athen (Jugend) |
| 2003–2004 | FC Marko                     |
| 2004–2005 | Proodeftiki Nikea            |
| 2005–2009 | Panathinaikos Athen          |
| 2009–2010 | AO Kavala                    |
| 2010–2011 | Ilioupoli Athen              |
| 2011–2012 | Panathinaikos Athen          |
| 2012–2013 | Apollon Athen                |
| 2013–2014 | APO Fostiras Tavros          |
| 2014–2016 | Thesprotos FC                |
| 2016      | Egaleo AO Athen              |
| seit 2016 | PO Psychikou                 |

| Personendaten    | Personendaten               |
| ---------------- | --------------------------- |
| NAME             | Leontiou, Sotiris           |
| KURZBESCHREIBUNG | griechischer Fußballspieler |
| GEBURTSDATUM     | 17. Juli 1984               |
| GEBURTSORT       | Ioannina                    |